# 穆罕默德·埃里安

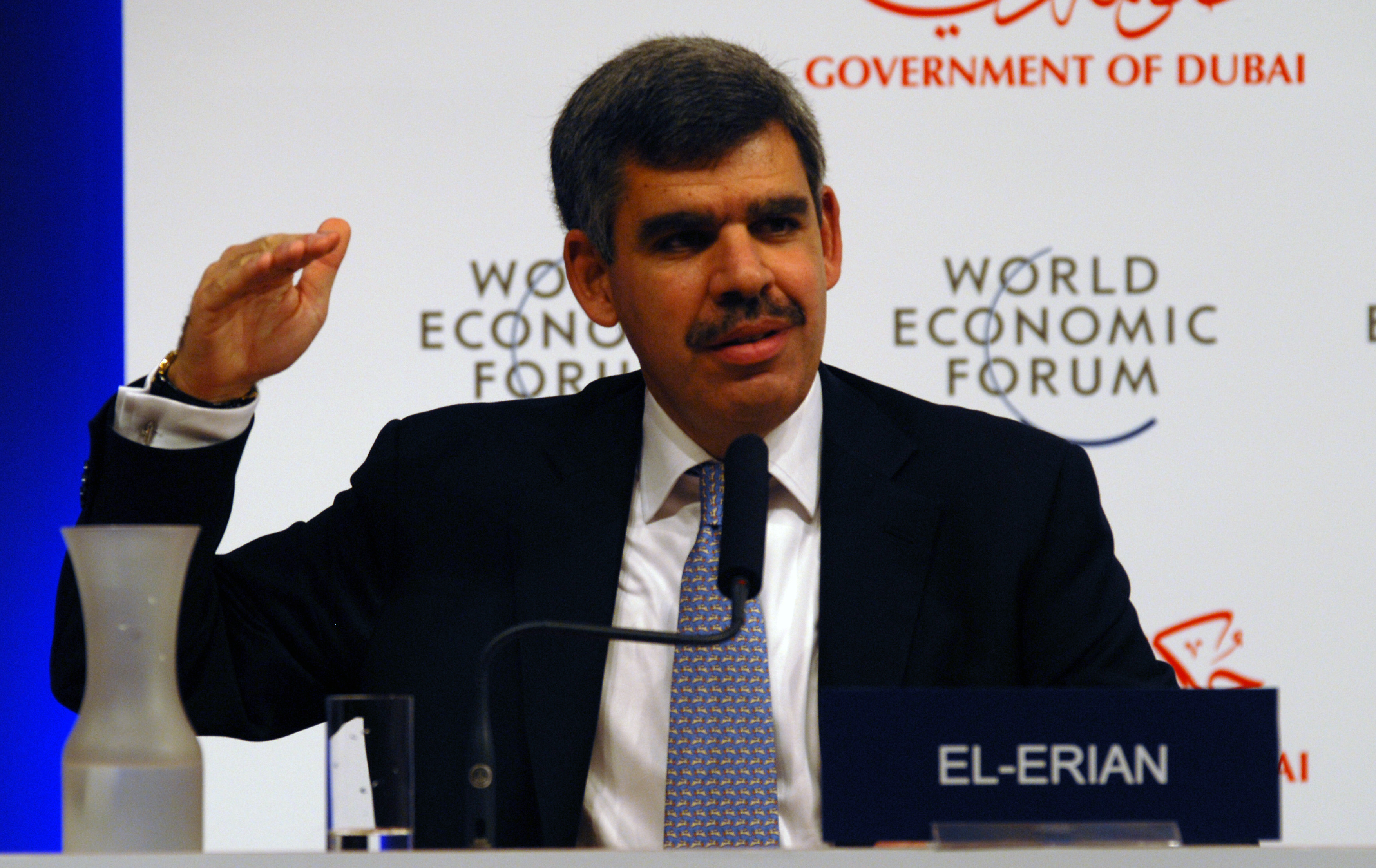
穆罕默德·埃里安

穆罕默德‧伊爾艾朗博士（阿拉伯语：‎，1958年—），是一位埃及企业家。

## 生平
毕业于剑桥大学。他在牛津得到經濟學碩士和博士。曾於PIMCO擔任首席執行官兼联合首席投资官，於2014年離職。在2006到2007年之间，埃里安是哈佛投资管理公司的總裁暨執行長。在这以前，埃里安曾任国际货币基金组织经济师。他的著作《大衝撞》曾进入《纽约时报》和《华尔街日报》的暢銷書榜。

## 著作
- Mohamed El-Erian  (2008) When Markets Collide: Investment Strategies for the Age of Global Economic Change, McGraw-Hill Professional. ISBN 978-0-07-159281-9